# Youssef Adnane
Youssef Adnane (Mulhouse, 16 luglio 1985) è un allenatore di calcio ed ex calciatore francese, di origini marocchine, di ruolo attaccante.